# Proconia lutzi
Proconia lutzi är en insektsart som beskrevs av Schmidt 1928. Proconia lutzi ingår i släktet Proconia och familjen dvärgstritar. Inga underarter finns listade i Catalogue of Life.